# Erica drakensbergensis
Erica drakensbergensis är en ljungväxtart som beskrevs av Guthrie och Bolus. Erica drakensbergensis ingår i släktet klockljungssläktet, och familjen ljungväxter. Inga underarter finns listade i Catalogue of Life.